# Redovje
Redovje is een plaats in de gemeente Jastrebarsko in de Kroatische provincie Zagreb. De plaats telt 37 inwoners (2001).